# ファクンド・ガッタス
ファクンド・ガッタス（Facundo Gattas、1995年7月2日 - ）は、メジャーリーグラグビー、オールドグローリーDCに所属するラグビーユニオン選手。

## プロフィール
- ウルグアイ・モンテビデオ出身[1]。
- ポジションはフッカー(HO)。
- 身長 172cm、体重 113kg
- U20ウルグアイ代表に選ばれたことがある[2]。
- ウルグアイ代表キャップは39（2025年3月現在）でラグビーワールドカップ2019・ラグビーワールドカップ2023のウルグアイ代表に選ばれた[3][4]。

## 略歴
インドゥを経て、2021年、ペニャロールに加入。
2022年、マイアミ・シャークスに加入。